# Cratere Hartwell
Hartwell  è un cratere sulla superficie di Marte.